# 에리히 프리프케
에리히 프리프케(독일어: Erich Priebke, 1913년 7월 29일 ~ 2013년 10월 11일)는 제2차 세계 대전 당시 이탈리아 로마 외곽 동굴에서 수백 명을 학살한 나치 전범이다.

## 생애
1913년 7월 29일 독일 제국 헤니히스도르프에서 태어났다. 1936년부터는 게슈타포에서 활동했으며 제2차 세계 대전이 한창이던 1940년에는 나치 친위대에 입단하였다. 그 뒤 친위대에서 최고돌격지도자, 국가보안본부 요원으로 활동하다 1943년에 레지스탕스에 의해 독일군이 피살되자 아돌프 히틀러의 보복 명령으로 이탈리아 로마 외곽 동굴에서 민간인 355명을 학살하였다.
종전 이후 1950년대 초반에 아르헨티나 남부에 위치한 관광 명소인 산카를로스데바릴로체로 도망쳐 40년 이상 호텔 지배인으로 살다 1995년 아르헨티나 법원의 판결에 따라 체포되었고, 이탈리아에서 종신형을 선고받았다. 하지만 프리프케는 당시 80대가 넘은 고령이었기 때문에 결국 자택에 가택연금되었다. 2013년 10월 11일 100세를 일기로 사망하였는데, 프리프케는 아르헨티나에 있는 부인의 무덤 옆에 묻히기를 원했으나 아르헨티나 정부는 "인류의 존엄에 대한 모욕을 받아들일 수 없다"며 그의 매장을 거부했다.